# Burak Demireğen
Burak Demireğen (* 3. August 1993 in Ordu) ist ein türkischer Fußballspieler.

## Karriere
Demireğen gab sein Debüt als Profi am 34. Spieltag der Süper Lig Saison 2012/13 gegen Akhisar Belediyespor, als er in der 85. Minute für David Barral eingewechselt wurde, das Spiel verlor Orduspor mit 0:2. Anschließend spielte er wieder für die A-Jugend des Vereins und bestritt für diese 10 Spiele in der Saison 2013/14 und erzielte ein Tor.
Bedingt durch die prekäre finanzielle Lage seines Vereins in der Saison 2014/15 und der daraus resultierenden Transfersperre wurde Demireğen wieder in den Profikader berufen und diesmal fest verpflichtet. Er spielt seitdem als rechter Verteidiger.